# District de Minamiaizu
Le district de Minamiaizu (南会津郡, Minamiaizu-gun) est un district de la préfecture de Fukushima au Japon.
Au 1er octobre 2014, sa population était de 27 678 habitants pour une superficie de 2 341,64 km2.

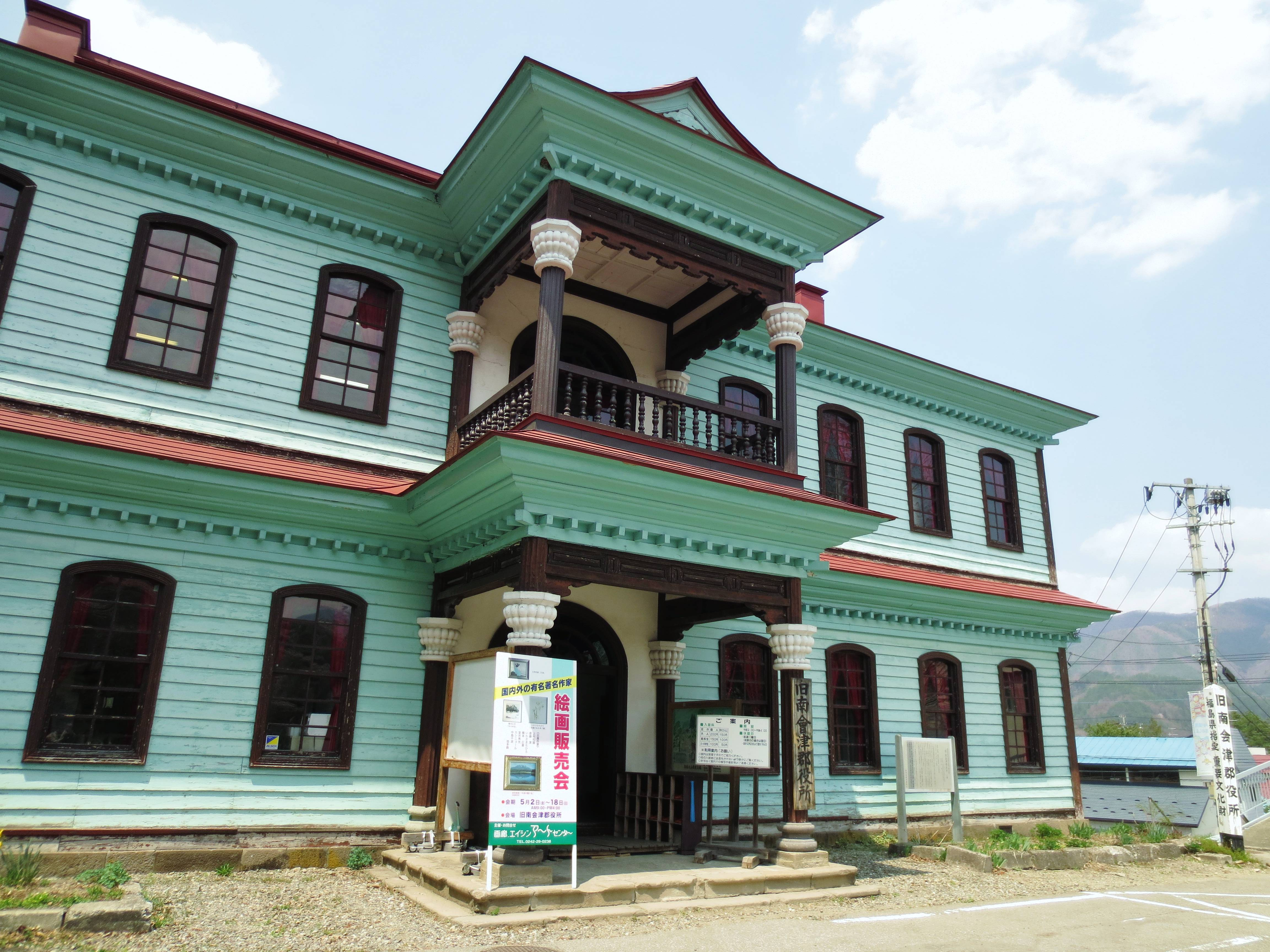
Ancien hôtel de ville de Minamiaizu.

## Communes du district
- Bourgs :
  - Minamiaizu
  - Shimogō
  - Tadami
- Village :
  - Hinoemata